# Église Saint-Martin de Bézu-la-Forêt
Pour les articles homonymes, voir Saint-Mélaine et Melaine.
L'église Saint-Martin est située à Bézu-la-Forêt, dans l'Eure. Elle est classée au titre des monuments historiques,.

## Protection
L'église est inscrite au titre des monuments historiques le 13 février 1928,.

## Description
Le monument comporte un très intéressant cycle de peintures murales consacrées à la Passion du Christ, daté du premier quart du 16e siècle, mais redécouvert seulement en l'an 1996 [1].
Il subsiste un vitrail de 1537, fabriqué dans la verrerie de la Fontaine-du-Houx. De petites dimensions, il s'agit d'une « Annonciation ». Au bas du vitrail et en premier plan sont agenouillés, face à face, un gentilhomme, revêtu de son armure, tête nue, l'épée au côté. Son épouse, en longue robe violette aux manches d'hermine, comme lui, a les mains jointes. Derrière eux leurs armoiries respectives : « d'or à trois roses de gueules » pour lui et « de gueules à trois chevrons d'or » pour elle. Au-dessous, il est écrit en deux lignes de caractères gothiques : « Ci-gisent nobles personnes Jehan de Caqueray escuier et damoiselle Bouju sa feme lesquels trepasserent au mois de mars en caresme 1537 priez Dieu pour eulx ».

## Galerie

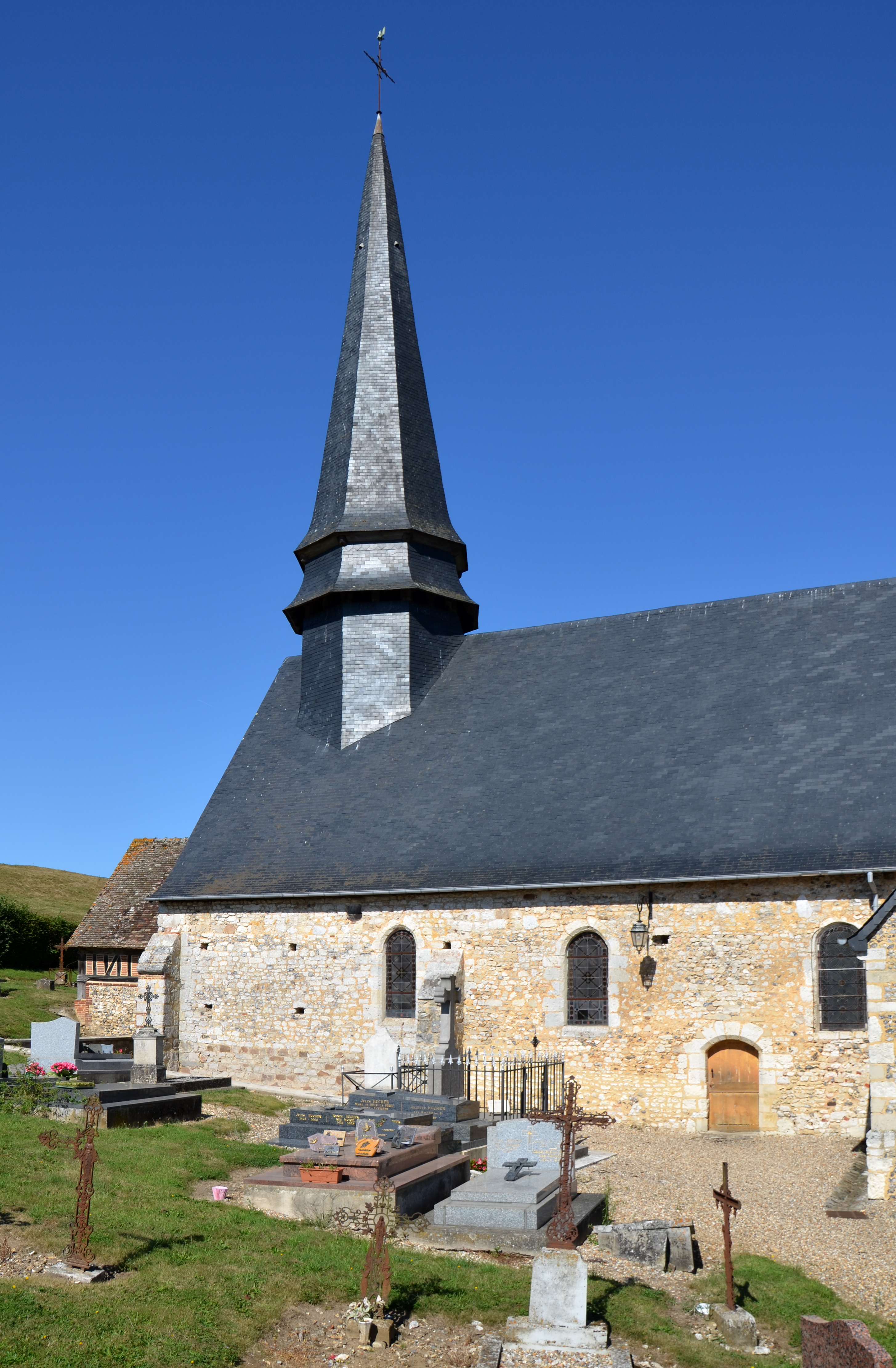
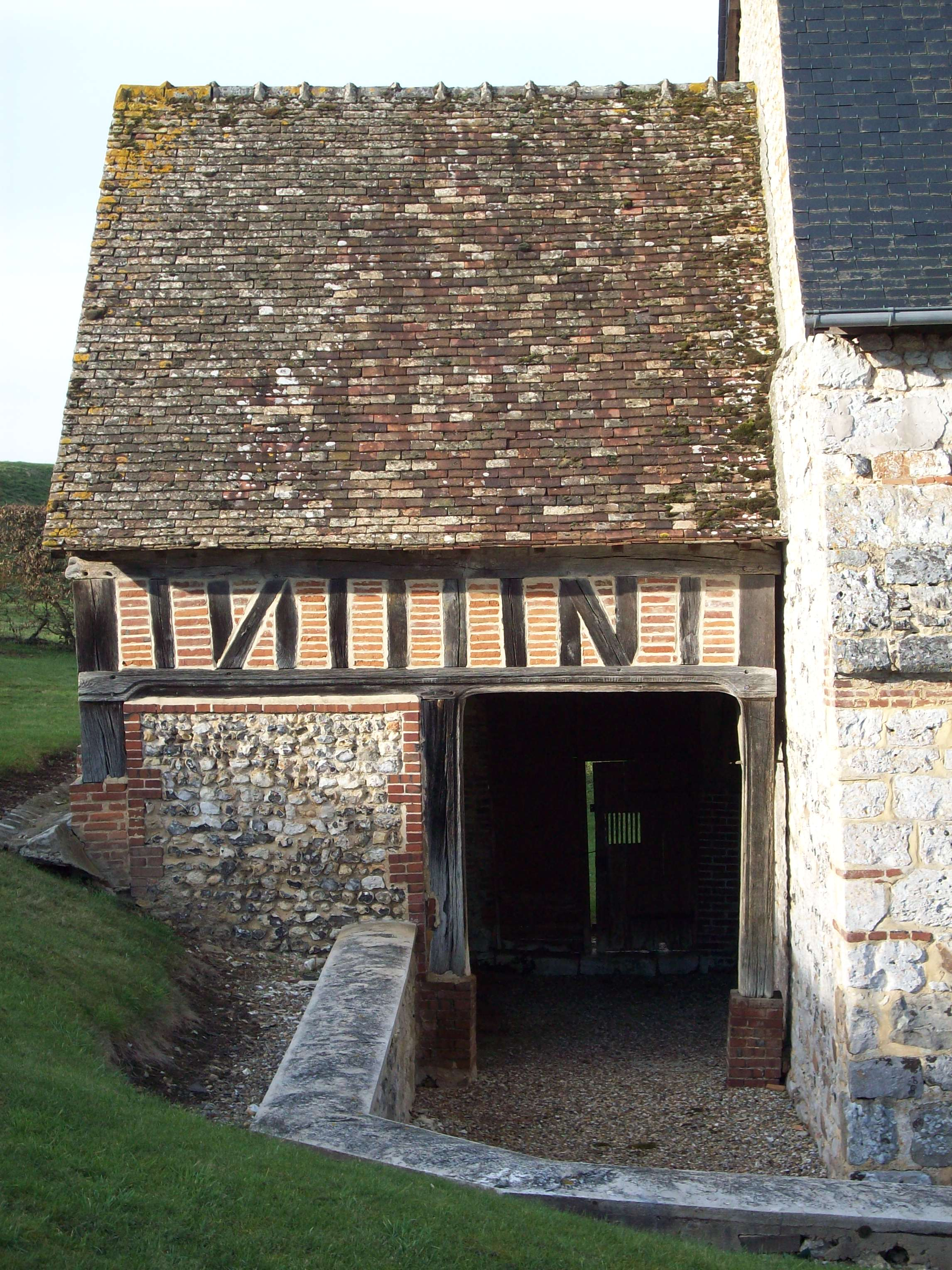
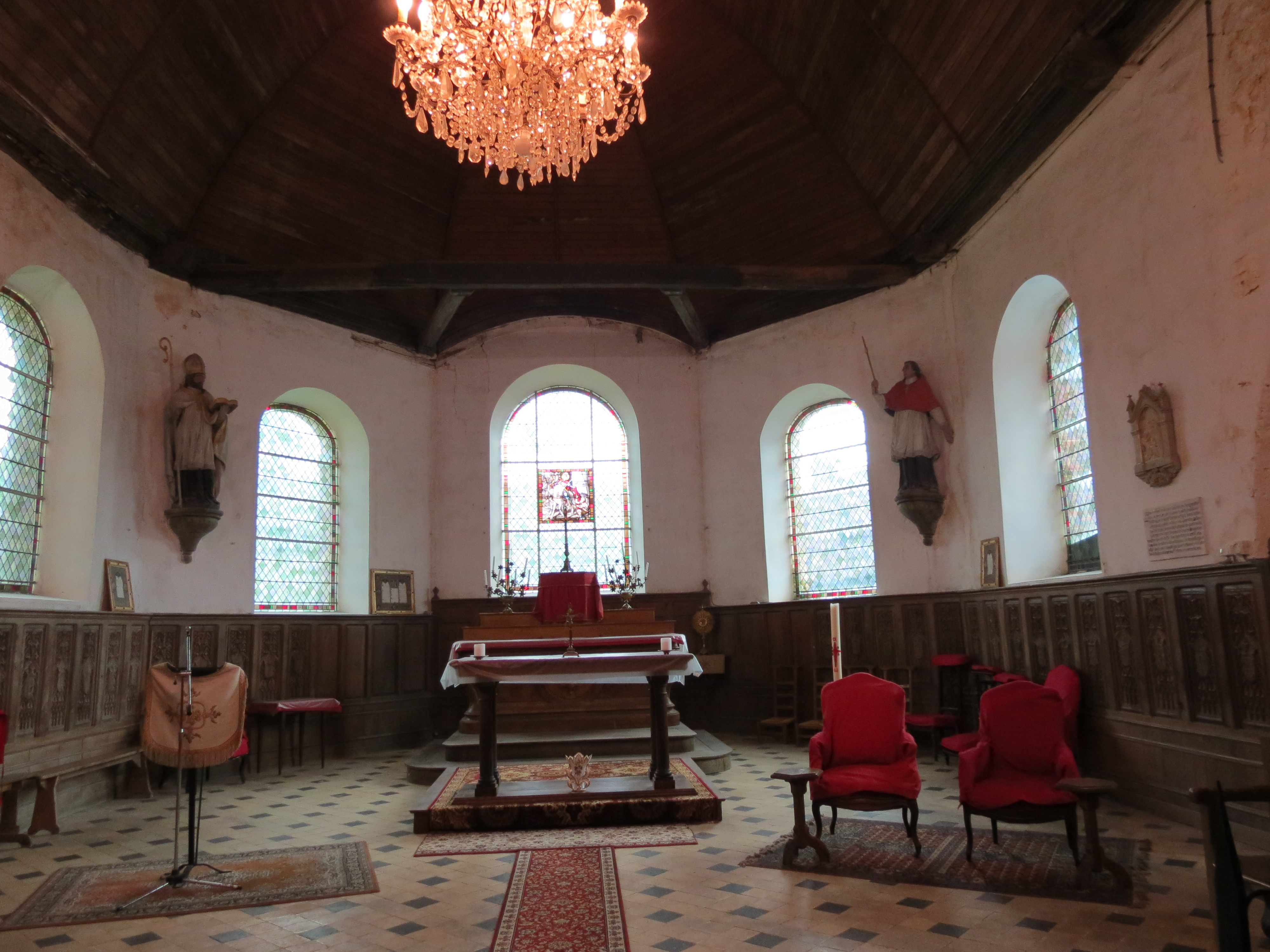
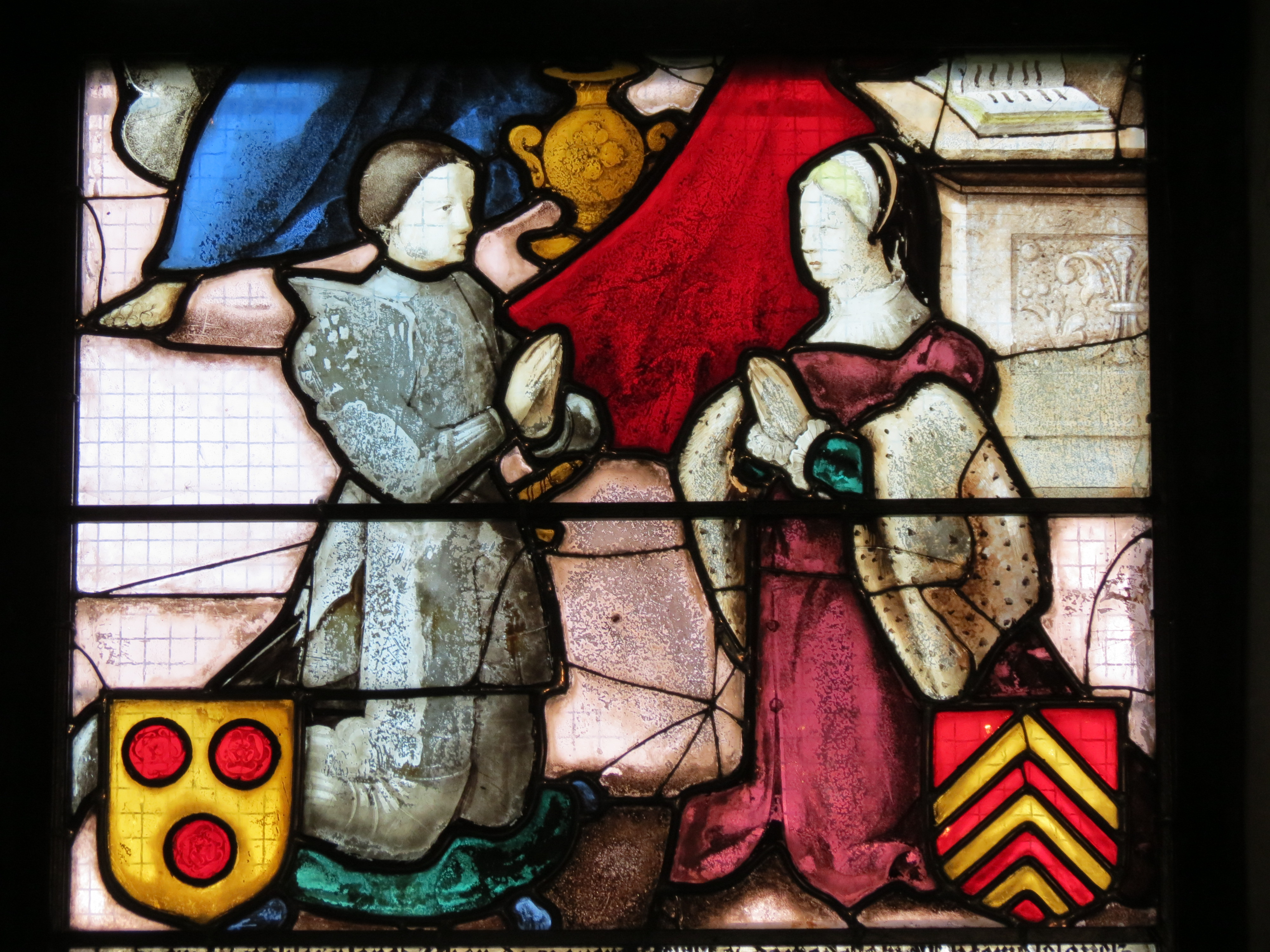